# IP (복잡도)
계산 복잡도 이론에서 IP(Interactive Polynomial time)는 대화형 증명 체계로 풀 수 있는 문제의 집합이다. 이 시스템의 개념은 골트바서 들이 1985년에 처음 소개하였다. 대화형 증명 체계는 문자열 {\displaystyle n}이 어떤 언어에 들어가는 것을 증명하는 증명자 P와, 증명이 올바른지를 검증하는 검증자 V로 이루어져 있다. 